# خدمات هوایی ویژه نیوزیلند
خدمات هوایی ویژه نیوزیلند (انگلیسی: New Zealand Special Air Service) هنگ نیروهای ویژه و ضدتروریسم زیرمجموعه ارتش نیوزیلند است، که در سال ۱۹۵۵ تأسیس شد.